# Умоджа
Умоджа (суахили umoja, [uˈmɔɗʒɑ], «единство») — поселение в Кении, основанное в 1990 году женщинами народа самбуру, не согласными с насилием и подчинённым положением, которое они испытывали в родных поселениях. В 2006 году в Умодже жило 50 женщин и около 220 детей.
Деревня внешне похожа на обычные деревни самбуру: хижины так же строят из смеси земли и коровьего навоза, а окружает дома ограда из колючего кустарника. Однако в обычных поселениях царит строгий патриархат, к женщинам относятся как к собственности, а Умоджа мало того, что населена почти исключительно женщинами, они же основали эту деревню и управляют ею. Главная в деревне — вождь-основательница Ребекка Лолосоли (суахили Rebecca Lolosoli).
В 2000-х годах в Умодже появились кемпинг и ремесленная лавка, которые привлекают туристов.

## Ребекка Лолосоли
Ребекка родилась в 1962 году в деревне Вамба (суахили Wamba), она получила начальное образование и была выдана замуж в 18 лет. Её муж Фабиано Давид Лолосоли разрешал Ребекке торговать и заниматься проблемами изнасилованных, хотя это вызвало недовольство других мужчин деревни — они избили Фабиано, и Ребекка решила уйти от него, чтобы не навлечь гнев соседей. В 1990 году она вместе с 14 другими женщинами основала Умоджу и стала продавать продукты питания, в 1992 году переключившись на бусы.
В 2009 году муж Ребекки, угрожая оружием, пытался найти свою жену, чтобы застрелить, но её не было дома.

## Причины
Основных причин переехать в Умоджу у женщин две. Первую волну сюда привело насилие: женщины сообщают о том, что после изнасилований британскими солдатами их выгоняли из дома или даже пытались убить мужья, мотивируя это тем, что изнасилованная жена «обесчещивает» мужа. Умоджа сотрудничает с адвокатом Мартином Дэем, который говорит, что из-за того, что в случае признания вины британского гражданина кенийкам выплачивается компенсация, появилось несколько лжесвидетельниц, однако подчёркивает, что среди первых двухсот сообщений об изнасилованиях он не нашёл ни одного ложного. Британские военные выразили желание сотрудничать по вопросу изнасилований женщин племени самбуру, но вести расследование было поручено их представителям.
Вторая причина — подчинённое положение женщин у самбуру: женское обрезание, насильственные браки со старейшинами (у самбуру жениться может только старейшина), изнасилования, избиения. Семья может выгнать вдову, так как женщина считается лишь источником убытка.
Накопив денег, жительницы деревни выкупили землю, на которой живут.

## Повседневная жизнь

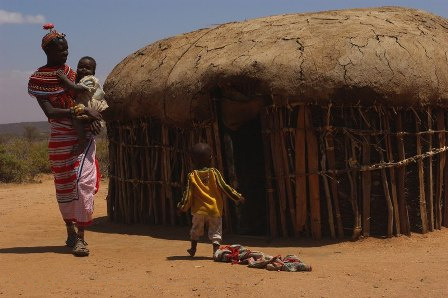
Женщина-самбуру из Умоджи с детьми возле дома

Жительницы Умоджи занимаются традиционными промыслами самбуру — изготавливают разноцветные бусы, которые продают у дороги, ведущей к заповеднику Самбуру и на своём сайте, а также варят на продажу местный слабоалкогольный аналог пива, что позволяет зарабатывать достаточно денег для проживания. В традиционном обществе самбуру дети занимаются выпасом скота с шести-семи лет, однако в деревне Умоджа все дети ходят в школу. Жительницы и сами имеют возможность посещать школу, где учатся читать, писать и другим базовым навыкам.
В Умодже действует краткий свод правил: нужно носить традиционную одежду, бусы, запрещено женское обрезание. Имеются противоречивые сведения относительно того, можно ли мужчинам, которые не являются детьми жительниц, спать в деревне. Женщины также нанимают мужчин для выпаса скота и огораживания деревни колючими кустарниками. К женщине на короткий период может приехать любовник.
Кроме собственного примера и предоставления крова жительницы деревни помогают женщинам близлежащих деревень, проводя уроки, на которых рассказывают о правах женщин, равенстве полов и учат предотвращать насилие. В деревню приходят не только самбуру, там же живёт несколько человек из племени туркана.
На территории округа Самбуру кроме Умоджи находится аналогичная женская деревня Сенчен (суахили Senchen).

## Опасности
Мужчины попытались основать конкурирующую деревню в километре от Умоджи, однако через несколько месяцев отказались от этой идеи. Жители соседнего города Archers Post в 2005 году пытались останавливать машины, идущие в заповедник, угрожая им расправой, если те заедут в Умоджу. Кроме того, периодически на деревню нападают воры.
У самбуру нет развода, поэтому мужья из других деревень периодически пытаются вернуть супруг, которым в случае настойчивости первых приходится обращаться к властям. Ребекка Лолосоли уже слышала угрозы в свой адрес, когда была приглашена на нью-йоркскую конференцию ООН по проблемам гендерного равенства, — тогда мужчины из соседней деревни обещали её убить, однако она всё равно поехала.
Засушливость региона Самбуру и наводнения реки Эвасо-Нгиро также периодически угрожают существованию деревни.